# Гидроксид рутения(II)
Гидроксид рутения(II) — неорганическое соединение, гидроксид металла рутения с формулой Ru(OH)2,
коричневый осадок,
не растворяется в воде.

## Получение
- Действие щелочей на хлорид рутения(II):

{\displaystyle {\mathsf {RuCl_{2}+2NaOH\ {\xrightarrow {}}\ Ru(OH)_{2}\downarrow +2NaCl}}}

## Физические свойства
Гидроксид рутения(II) образует коричневый осадок,
не растворяется в воде.

## Химические свойства
- Малоустойчив, легко окисляется:

{\displaystyle {\mathsf {4Ru(OH)_{2}+O_{2}+2H_{2}O\ {\xrightarrow {}}\ 4Ru(OH)_{3}}}}